# Antonio Margarito
Antonio Margarito (ur. 18 marca 1978 w Torrance) – meksykański bokser, były zawodowy mistrz świata organizacji WBA, WBO i IBF w kategorii półśredniej (do 147 funtów).

## Początki kariery
Zawodową karierę rozpoczął w styczniu 1994 r. Jej początki nie były bardzo udane – do końca 1996 r. stoczył szesnaście pojedynków, z których aż trzy przegrał. Jednak od tego czasu zaczął zwyciężać w walkach z coraz lepszymi bokserami – w 2000 r. pokonał m.in. dwukrotnego pretendenta do tytułu mistrzowskiego, Davida Kamau oraz byłego mistrza świata WBC i WBA Frankiego Randalla.
21 lipca 2001 r. stanął przed szansą zdobycia tytułu mistrza świata WBO, jednak sędzia przerwał walkę z Danielem Santosem już w pierwszej rundzie z powodu urazu głowy Margarito spowodowanej przypadkowym zderzeniem głowami. Walka została uznana za nieodbytą.

### Tytuł mistrza świata WBO
Margarito zdobył jednak mistrzowski pas już w następnej walce, 16 marca 2002 r. – wygrał przez techniczny nokaut w dziesiątej rundzie ze swoim rodakiem Antonio Diazem. Stawką walki był wakujący tytuł mistrza świata WBO, z którego zrezygnował wcześniej Santos.
Margarito w ciągu dwóch następnych lat trzykrotnie obronił swój tytuł: w październiku 2002 r. pokonał na punkty Danny'ego Pereza, w lutym następnego roku już w drugiej rundzie znokautował byłego mistrza WBA Andrew Lewisa, a niemal rok później, w styczniu 2004 r., także w drugiej rundzie pokonał Herculesa Kyvelosa.
11 września 2004 r. zmierzył się w walce rewanżowej z Danielem Santosem, który w międzyczasie został mistrzem świata WBO w kategorii junior średniej. Pojedynek obu pięściarzy po raz drugi zakończył się w wyniku przypadkowego zderzenia głowami w dziesiątej rundzie, tym razem jednak, ponieważ walka trwała dłużej niż cztery rundy, doszło do liczenia punktów, jakie bokserzy otrzymali od sędziów do czasu zakończenia walki. Ostatecznie niejednogłośną decyzją wygrał Santos i zachował swój pas mistrzowski.
W 2005 r. dwukrotnie obronił swój tytuł mistrza świata WBO w kategorii półśredniej. 18 lutego pokonał przez techniczny nokaut w dziesiątej rundzie Sebastiana Lujana (kontuzja ucha), natomiast już dwa miesiące później znokautował w piątej rundzie Kermita Cintrona (wcześniej w czwartej rundzie Cintron dwukrotnie leżał na deskach).
18 lutego 2006 r. już w pierwszej rundzie pokonał Manuela Gomeza, natomiast 2 grudnia pokonał jednogłośnie na punkty Joshuę Clotteya.
14 lipca 2007 r., w swojej ósmej obronie stracił tytuł, przegrywając jednogłośnie na punkty po wyrównanym pojedynku z Paulem Williamsem.

## Tytuły mistrza świata IBF i WBA
Cztery miesiące później już w pierwszej rundzie pokonał Goldena Johnsona. 12 kwietnia 2008 r. doszło do pojedynku rewanżowego z Cintronem, który dwa lata wcześniej zdobył pas mistrzowski IBF. Margarito po raz drugi pokonał Cintrona, nokautując go w szóstej rundzie lewym hakiem na korpus i odbierając mu tytuł mistrza IBF.
Organizacja IBF nakazała mu obowiązkowy pojedynek z oficjalnym pretendentem do tytułu, Joshuą Clotteyem, którego już raz pokonał. W konsekwencji Margarito zrezygnował z tytułu mistrza świata tej organizacji, ponieważ wolał zmierzyć się z mistrzem świata WBA, niepokonanym wcześniej Miguelem Cotto. Do walki doszło 26 lipca 2008 r. – nieoczekiwanie Margarito wygrał przez techniczny nokaut w jedenastej rundzie.
24 stycznia 2009 r. Margarito przegrał walkę z pretendentem do tytułu Shane'em Mosleyem przez techniczny nokaut w dziewiątej rundzie i stracił tytuł mistrza świata. Później wyszło na jaw, że przed walką na bandażach na rękach Margarito znaleziono nieznaną substancję która miała spowodować, że ciosy Meksykanina miały być mocniejsze. Nakazano mu ponownie obandażować ręce, a 24 lutego 2009 roku został pozbawiony licencji na okres jednego roku. Oznacza to, że w tym czasie nie wolno mu stoczyć żadnej walki na terenie Stanów Zjednoczonych, a po upływie tego okresu będzie musiał ponownie ubiegać się o przyznanie mu licencji.

## Dalsza kariera
Na ring powrócił 8 maja 2010 r., pokonując w Meksyku jednogłośnie na punkty Roberto Garcię, który już w pierwszej rundzie leżał na deskach. Dodatkowo sędzia odebrał Garcii po punkcie w rundzie ósmej (za uderzenie głową) oraz w dziesiątej (za ciosy poniżej pasa).
13 listopada 2010 roku stanął do pojedynku o wakujący pas WBC w wadze junior średniej, jego przeciwnikiem był Manny Pacquiao. Antonio przegrał zdecydowanie na punkty: sędziowie punktowali 109-119, 108-120, 110-118. Po walce Margarito został odwieziony do szpitala, gdzie przeszedł operację rekonstrukcji kości oczodołów. na ring powrócił dopiero 3 grudnia 2011 w pojedynku o pas WBA zmierzył się z Miguelem Cotto ulegając tym razem przez techniczny nokaut w dziesiątej rundzie, Portorykańczyk udanie zrewanżował się Margarito za porażkę sprzed trzech lat.